# Jorge Villalpando
Jorge Villalpando Romo (Ciudad de México, 13 de marzo de 1985) es un director técnico y exfutbolista mexicano que jugaba como portero.

## Biografía
Se había retirado en 2016 pero regresó a la actividad en el torneo Apertura 2017 de la Primera División de México a petición del D.T. Rafa Puente Jr. para proteger el arco del recién ascendido Lobos BUAP tras la lesión que sufrió Lucero Álvarez, portero titular.

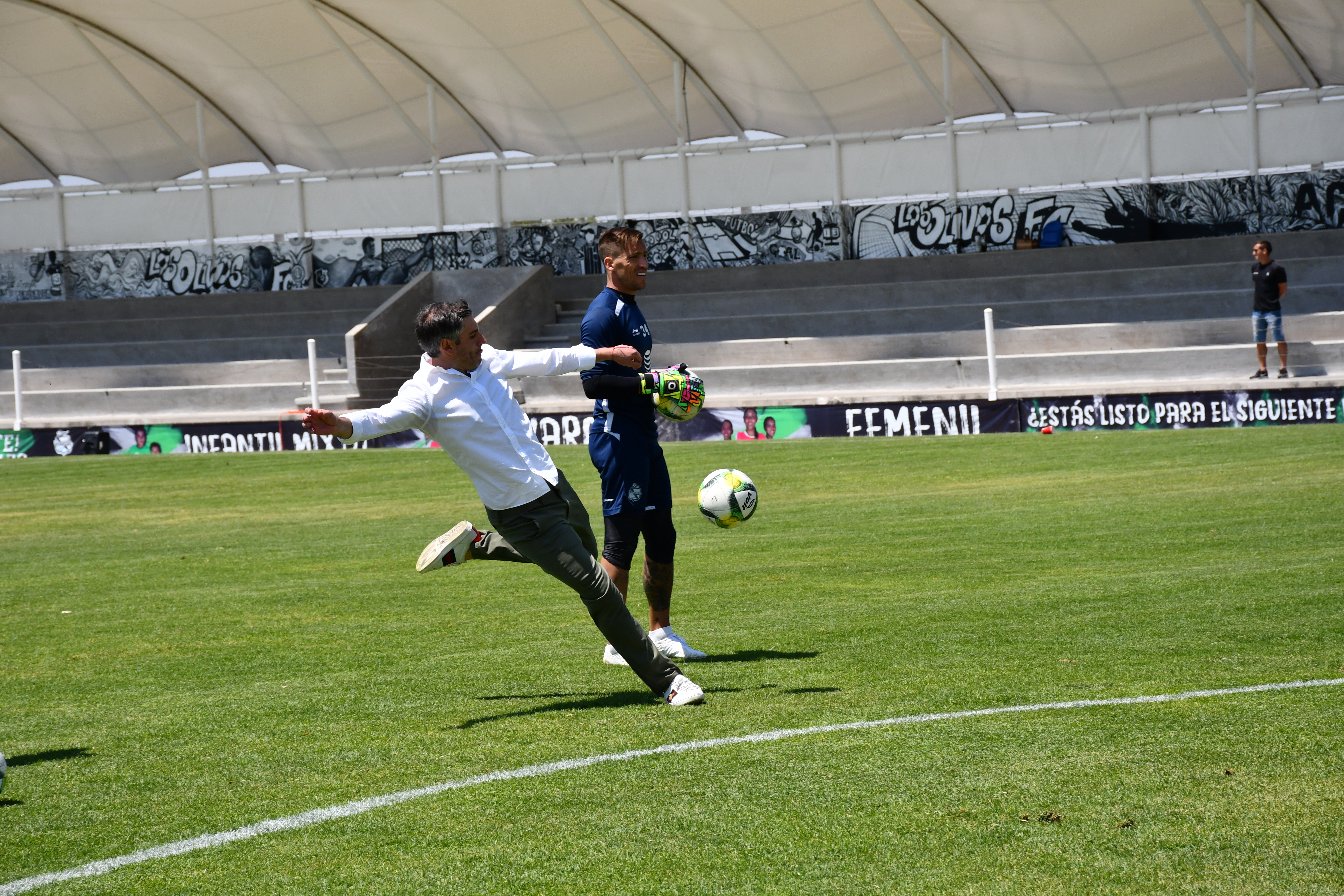
Jorge Villalpando Romo - Portero Lobos Buap

Hugo Sánchez lo convocó para formar parte de la selección juvenil que disputaría el preolímpico en Estados Unidos, pero una lesión lo dejó fuera de la lista final.
Es Licenciado en Administración y Dirección de Empresas.

### Entrenador
En marzo de 2022 Jorge Villapando inició su carrera como director técnico al ser colocado al frente del Tlaxcala Fútbol Club de la Liga de Expansión MX. Anteriormente en el mismo equipo había desempeñado las funciones de director deportivo y entrenador de porteros en el mismo club.
Villapando consiguió clasificar a los Coyotes a la liguilla del Torneo Clausura 2023 tras finalizar en la octava posición general, el equipo fue eliminado en los cuartos de final por Club Deportivo Tapatío al empatar 3-3 en el marcador global, aunque el rival tuvo mejor desempeño en la temporada regular, lo que le permitió avanzar en la eliminatoria por su posición en la tabla general.
En agosto de 2023 Villalpando fue despedido del Tlaxcala Fútbol Club tras iniciar el Apertura 2023 con cinco derrotas en el mismo número de partidos disputados.

## Clubes

### Como jugador
| Club                   | País   | Año         |
| ---------------------- | ------ | ----------- |
| Puebla Fútbol Club     | México | 2001 - 2010 |
| Jaguares de Chiapas    | México | 2010 - 2011 |
| Deportivo Toluca       | México | 2011        |
| Atlas de Guadalajara   | México | 2012        |
| Club de Fútbol Atlante | México | 2012 - 2013 |
| Puebla Fútbol Club     | México | 2013 - 2014 |
| Pachuca Club de Fútbol | México | 2014        |
| Monarcas Morelia       | México | 2015        |
| Chiapas Fútbol Club    | México | 2015 - 2017 |
| Lobos BUAP             | México | 2017 - 2018 |

### Como entrenador
| Club     | País   | Año         |
| -------- | ------ | ----------- |
| Tlaxcala | México | 2022 - 2023 |

| Tlaxcala F. C. · México |                      |                      |    |    |    |    |    |     |        |       |
| 2.ª                     | 2022-23              | 37                   | 12 | 11 | 14 | 34 | 47 | -13 | 42.34% |       |
| 2.ª                     | 2023-24              | 5                    | 0  | 0  | 5  | 4  | 14 | -10 | 0%     |       |
| Total club              | Total club           | Total club           | 42 | 12 | 11 | 19 | 38 | 61  | -13    | 37.3% |
| Total en sus equipos    | Total en sus equipos | Total en sus equipos | 42 | 12 | 11 | 19 | 38 | 61  | -13    | 37.3% |